# Hrabstwo Allegany (Nowy Jork)
Allegany – hrabstwo (ang. county) w stanie  Nowy Jork w USA. Populacja wynosi 49 927 mieszkańców (stan według spisu z 2000 r.).
Powierzchnia hrabstwa wynosi 2679 km². Gęstość zaludnienia wynosi 19 osób/km².

## Miasta
- Alfred
- Allen
- Alma
- Almond
- Amity
- Andover
- Angelica
- Belfast
- Birdsall
- Bolivar
- Burns
- Caneadea
- Centerville
- Clarksville
- Cuba
- Friendship
- Genesee
- Granger
- Grove
- Hume
- Independence
- New Hudson
- Rushford
- Scio
- Ward
- Wellsville
- West Almond
- Willing
- Wirt

## Wioski
- Alfred
- Almond
- Andover
- Angelica
- Belmont
- Bolivar
- Canaseraga
- Cuba
- Richburg
- Wellsville

## CDP
- Belfast
- Fillmore
- Friendship
- Houghton
- Rushford
- Scio
- Stannards